# Fontenay-Mauvoisin
Pour les articles homonymes, voir Fontenay et Mauvoisin.
Fontenay-Mauvoisin est une commune française située dans le département des Yvelines en région Île-de-France.
C'est un village rural qui se trouve immédiatement au sud de l'agglomération de Mantes-la-Jolie et qui a une double fonction agricole et résidentielle.

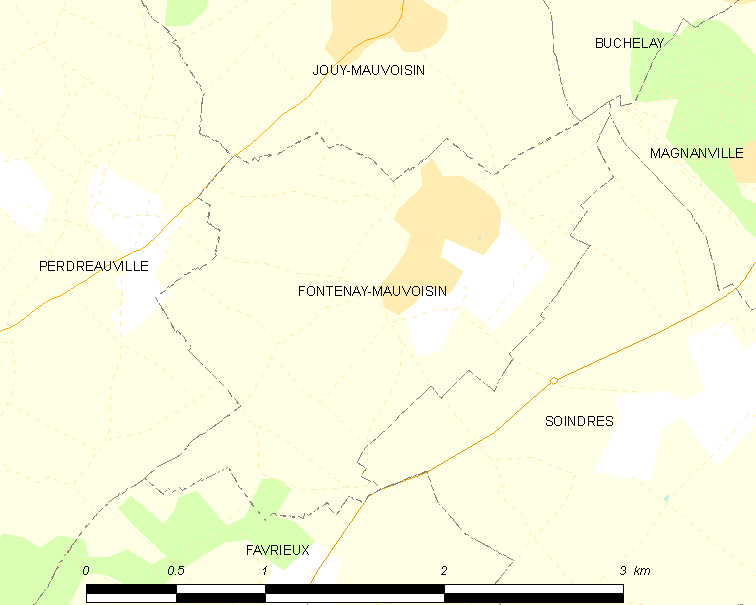
Carte de la commune.

## Géographie

### Situation
La commune de Fontenay-Mauvoisin se trouve dans le nord-ouest des Yvelines à huit kilomètres au sud-ouest de Mantes-la-Jolie, chef-lieu d'arrondissement et à 49 kilomètres au nord-ouest de Versailles, préfecture du département. Avec une superficie de 331 hectares, c'est une petite commune (moins de la moitié de la moyenne yvelinoise qui s'élève à 872 hectares).
Les communes limitrophes sont Soindres au sud-est, Favrieux au sud, Perdreauville à l'ouest, Jouy-Mauvoisin au nord et Buchelay au nord-est.
Le territoire communal, situé dans le nord du plateau agricole du Mantois, à environ 145 mètres d'altitude, à la limite du versant nord de la vallée de la Seine, là où le plateau est entaillé de vallons relativement encaissés tournés vers le nord. Le village est implanté dans l'amorce d'un de ces vallons. Aucun cours d'eau permanent n'existe dans la commune.

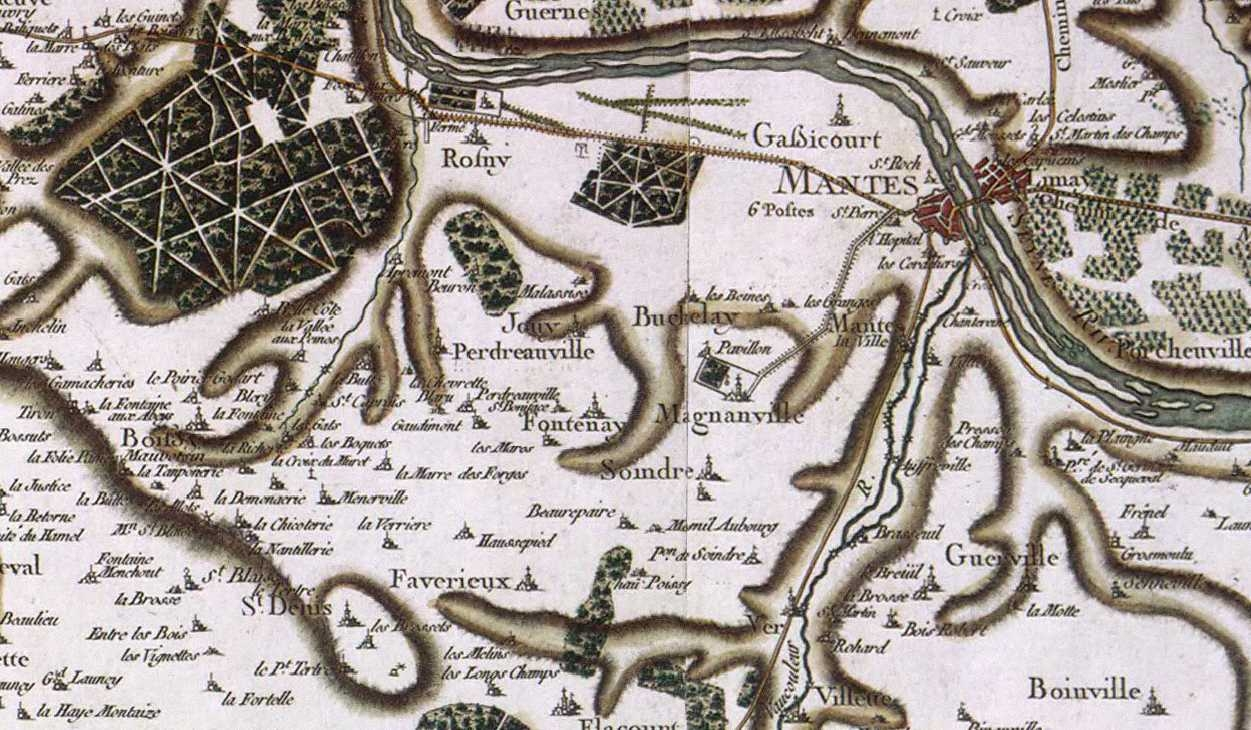
Fontenay vers 1780, carte de Cassini.

C'est un territoire essentiellement rural, à 90 %, presque entièrement consacré à l'agriculture. Les bois, morcelés occupent environ 5 % du territoire. L'espace construit occupe presque 17 hectares (5 % de la superficie de la commune) et comprend à part sensiblement égale de l'habitat ancien traditionnel et des maisons individuelles plus récentes. L'habitat est entièrement groupé dans le village, dans le centre nord de la commune.
Les communications sont assurées par des voies communales qui relient la commune à ses voisines et aux deux routes départementales qui longent ses limites nord-ouest et sud-est, la RD 110 et la RD 928. Ces dernières donnent accès à l'autoroute A 13 (autoroute de Normandie) qui passe à trois kilomètres environ au nord de la commune, grâce aux échangeurs de Mantes-Sud et de Mantes-Ouest. la commune n'est pas desservie directement par le chemin de fer. La gare la plus proche est celle de Mantes-la-Jolie située à quatre kilomètres environ au nord-est du village.

### Faune
Le village comprend un petit bosquet installé sur les vestiges du château mais aussi principalement des espaces agricoles ; en comptant ceux-ci et les bois des alentours (bois des terriers appartenant à Magnanville), l'agglomération peut disposer d'une faune et d'une flore relativement variée
| animaux    | espèce |
| ---------- | --- |
| mammifères | chevreuils, sangliers, écureuils roux, renards, belettes...                                                                          |
| oiseaux    | mésanges, rouge-gorge, moineaux domestiques, corbeaux, hirondelles, faisans, perdrix, chouettes effraie, pies, pigeons, eperviers... |
| insectes   | libellules, papillons, abeilles...                                                                                                   |
| batraciens | Grenouilles vertes, crapauds communs...                                                                                              |
| reptiles   | Lézards, orvets... |

### Climat
Pour des articles plus généraux, voir Climat de l'Île-de-France et Climat des Yvelines.
En 2010, le climat de la commune est de type climat océanique dégradé des plaines du Centre et du Nord, selon une étude du CNRS s'appuyant sur une série de données couvrant la période 1971-2000. En 2020, Météo-France publie une typologie des climats de la France métropolitaine dans laquelle la commune est exposée à un climat océanique et est dans la région climatique Sud-ouest du bassin Parisien, caractérisée par une faible pluviométrie, notamment au printemps (120 à 150 mm) et un hiver froid (3,5 °C).
Pour la période 1971-2000, la température annuelle moyenne est de 10,5 °C, avec une amplitude thermique annuelle de 13,9 °C. Le cumul annuel moyen de précipitations est de 687 mm, avec 10,6 jours de précipitations en janvier et 8,1 jours en juillet. Pour la période 1991-2020, la température moyenne annuelle observée sur la station météorologique la plus proche, située sur la commune de Magnanville à 2 km à vol d'oiseau, est de 11,6 °C et le cumul annuel moyen de précipitations est de 641,5 mm,. Pour l'avenir, les paramètres climatiques de la commune estimés pour 2050 selon différents scénarios d'émission de gaz à effet de serre sont consultables sur un site dédié publié par Météo-France en novembre 2022.
| Mois                                  | jan.             | fév.           | mars          | avril         | mai           | juin          | jui.         | août           | sep.          | oct.          | nov.            | déc.             | année      |
| ------------------------------------- | ---------------- | -------------- | ------------- | ------------- | ------------- | ------------- | ------------ | -------------- | ------------- | ------------- | --------------- | ---------------- | ---------- |
| Température minimale moyenne (°C)     | 1,7              | 1,8            | 3,6           | 5,5           | 8,6           | 11,6          | 13,4         | 13,6           | 10,9          | 8,6           | 4,8             | 2,3              | 7,2        |
| Température moyenne (°C)              | 4,3              | 5,1            | 7,8           | 10,7          | 13,9          | 17,2          | 19,5         | 19,5           | 16,2          | 12,5          | 7,7             | 4,8              | 11,6       |
| Température maximale moyenne (°C)     | 6,8              | 8,4            | 12,1          | 15,8          | 19,1          | 22,8          | 25,5         | 25,3           | 21,4          | 16,5          | 10,7            | 7,2              | 16         |
| Record de froid (°C) date du record   | −12,7 01.01.1997 | −12,3 07.02.12 | −8,5 13.03.13 | −3,2 06.04.21 | −0,7 06.05.19 | 3,3 01.06.06  | 6,6 16.07.12 | 5,8 28.08.1998 | 2,4 30.09.18  | −3,5 28.10.03 | −8,2 24.11.1998 | −10,1 29.12.1996 | −12,7 1997 |
| Record de chaleur (°C) date du record | 15,5 27.01.03    | 20,5 27.02.19  | 25,6 31.03.21 | 28,4 20.04.18 | 31,2 27.05.05 | 37,7 27.06.11 | 42 25.07.19  | 40,4 12.08.03  | 35,5 08.09.23 | 29,5 03.10.11 | 20,9 01.11.14   | 16,9 07.12.00    | 42 2019    |
| Précipitations (mm)                   | 48,5             | 47,7           | 48,4          | 42,5          | 62,1          | 53,9          | 51,5         | 56,5           | 40,9          | 65,3          | 57              | 67,2             | 641,5      |

## Urbanisme

### Typologie
Au 1er janvier 2024, Fontenay-Mauvoisin est catégorisée commune rurale à habitat dispersé, selon la nouvelle grille communale de densité à sept niveaux définie par l'Insee en 2022.
Elle est située hors unité urbaine. Par ailleurs la commune fait partie de l'aire d'attraction de Paris, dont elle est une commune de la couronne,. Cette aire regroupe 1 929 communes,.

### Occupation des solssimplifiée
Le territoire de la commune se compose en 2017 de 85,83 % d'espaces agricoles, forestiers et naturels, 5,04 % d'espaces ouverts artificialisés et 8,13 % d'espaces construits artificialisés.

## Toponymie
Le nom de la localité est attesté sous la forme in Fontanito au IXe siècle, Fontenay Mauvoisin en 1793.
Son nom vient pour la première partie du latin fontana, la fontaine, et pour la seconde du nom des anciens seigneurs locaux, les Mauvoisin, à l'origine surnom donné à Raoul Ier, le « mauvais voisin ».
Fontenay, « ensemble de fontaines ».
Mauvoisin, Les Mauvoisin, première famille de seigneurs de Rosny ayant pour origine le surnom donné à Raoul Ier (le barbu), le « mauvais voisin », donnent leur nom au village, comme à d'autres villages proches qui ont fait partie de leurs possessions (Boissy-Mauvoisin et Jouy-Mauvoisin.
Selon une autre source, « Fontenay-Mauvoisin, semble porter la trace de frictions avec un village franc voisin, qui, en l'occurrence serait Perdreauville. ».

## Histoire
Au XIIe siècle existait à Fontenay un château fort, le « Château Fondu » qui fut détruit par la suite lorsque le village fut incendié par les Anglo-Normands lors de la marche d'Henri II d'Angleterre sur Mantes en 1188. Il en subsiste des traces, outre dans la toponymie locale, au bois du Château Fondu situé sur une éminence à l'ouest du village.
La seigneurie a appartenu à la famille des Mauvoisin, seigneurs de Rosny, jusqu'au XVe siècle.
Aux XIVe et XVe siècles, après la mort de Jean de Mauvoisin, le territoire est divisé en Haut-Fontenay et Bas-Fontenay, puis réparti et transmis entre ses différents descendants issus des mariages de ses trois filles avec Léger d'Orgecin, Robert de La Noue (seigneur d'Aspremont) et Jean de Corneuil (Seigneur de Romilly). En 1490, Jehan de Fontenay, écuyer, réunit le territoire en sa possession, avant de le céder en 1493 à Jehan de Melun, chef du domaine de Rosny. En 1671, il est en possession de Robert Adam, avocat au Parlement, seigneur de Magnanville, qui possède également le domaine , et en 1721 de Claude-François Poncher, l'un des plus riches seigneurs de l'époque.
Le dernier propriétaire avant la Révolution était Charles Savelette, seigneur de Magnanville.

### Armorial des Seigneurs de Fontenay
| Blason | Nom de la famille et blasonnement | Devise |
| ------ | --- | ------ |
|        | Famille Mauvoisin D'or à deux fasces de gueules.                                                                                      |        |
|        | Famille d'Orgecin Échiquetté... |        |
|        | Famille de La Noue . |        |
|        | Famille de Corneuil D'or a une fasce de gueules et à trois tourteaux de gueules.                                                      |        |
|        | Famille d'Amfreville D'argent à l'aigle de sable.                                                                                     |        |
|        | Famille de Venois . |        |
|        | Famille de Villiers . |        |
|        | Famille de Sabrevois D'argent à la fasce de gueules accompagnée de six roses du même, trois en chef et trois en pointe posées 2 et 1. |        |
|        | Famille de Sainte-Marie Écartelé d'or et d'azur.                                                                                      |        |
|        | Famille Bouton de Chamilly De gueules à la fasce d'or.'                                                                               |        |
|        | Famille Adam D'argent au chevron de gueules, accompagné de trois roses du même.                                                       |        |
|        | Famille Poncher d'or au chevron de gueules chargé d'une tête de maure et accompagnée de trois coquilles de sable.                     |        |
|        | Famille Savalette de Magnanville D'azur, au sphinx d'or, accompagné en chef d'une étoile de même.                                     |        |

## Politique et administration

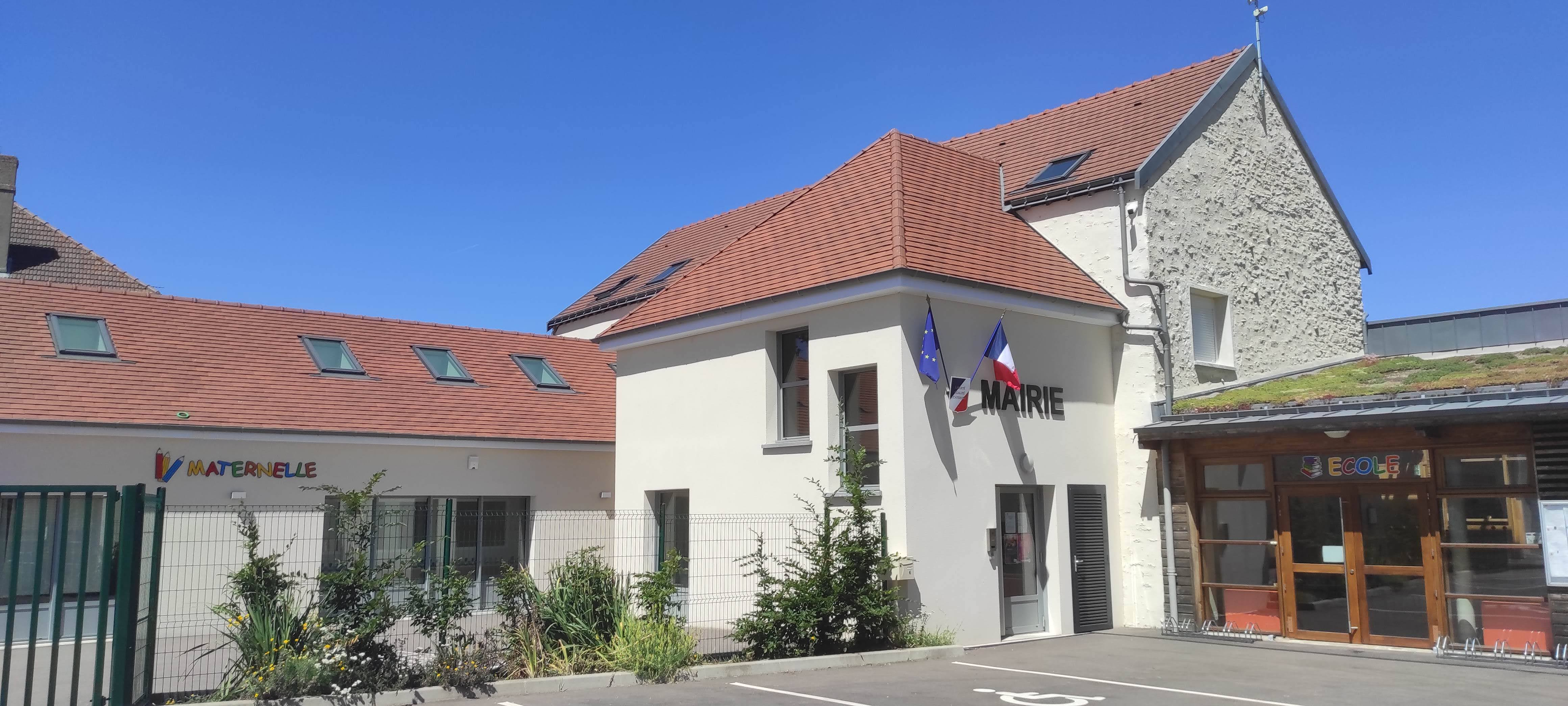
La mairie.

### Liste des maires
| Période                                  | Période         | Identité               | Étiquette | Qualité |
| ---------------------------------------- | --------------- | ---------------------- | --------- | ------- |
| Les données manquantes sont à compléter. |                 |                        |           |         |
| 1800                                     | 1802            | Dandrieu               |           |         |
| 1802                                     | 1807            | Rougeventre            |           |         |
| 1807                                     | 1808            | Vathonne               |           |         |
| 1808                                     | 1827            | Rougeventre            |           |         |
| 1827                                     | 1857            | Charles Dandrieu       |           |         |
| 1857                                     | 1870            | Charles Dandrieu       |           |         |
| 1870                                     | 1881            | Donatien Cresté        |           |         |
| 1881                                     | 16 octobre 1889 | Alexandre Boucher      |           |         |
| 1889                                     | 1891            | Maurice Allorge        |           |         |
| avant 1903                               | 1903            | Jean-Baptiste Ricard   |           |         |
| 1892                                     | mai 1908        | Jules Gontier          |           |         |
| mai 1908                                 | 1921            | Eugène Ledru           |           |         |
| 1921                                     | février 1932    | Désiré Muret           |           |         |
| 1934                                     | 1943            | Henri Guerbois         |           |         |
| 1943                                     | 1947            | Édouard Duchesne       |           |         |
| 1943                                     | 1947            | Henri Guerbois         |           |         |
| 1947                                     | 1965            | Marcel Auréal          |           |         |
| 1965                                     | 1994            | André Muret            |           |         |
| 1994                                     | 1995            | Raymond Byhet          |           |         |
| 1995                                     | mars 2008       | Marie-Thérèse Lintanff |           |         |
| mars 2008                                | mars 2014       | Marie-France Fix       |           |         |
| mars 2014                                | En cours        | Dominique Josseaume,   |           |         |

### Instances administratives et judiciaires
La commune de Fontenay-Mauvoisin appartient au canton de Bonnières-sur-Seine et est rattachée à la communauté d'agglomération de Mantes-en-Yvelines du 1er janvier 2013 au 31 décembre 2016. Le 1er janvier 2016 elle intègre la communauté urbaine Grand Paris Seine et Oise (GPS&O).
Sur le plan électoral, la commune est rattachée à la neuvième circonscription des Yvelines, circonscription à dominante rurale du nord-ouest des Yvelines.
Sur le plan judiciaire, Fontenay-Mauvoisin fait partie de la juridiction d’instance de Mantes-la-Jolie et, comme toutes les communes des Yvelines, dépend du tribunal de grande instance ainsi que de tribunal de commerce sis à Versailles,.

## Population et société

### Démographie

#### Évolution démographique
L'évolution du nombre d'habitants est connue à travers les recensements de la population effectués dans la commune depuis 1793. Pour les communes de moins de 10 000 habitants, une enquête de recensement portant sur toute la population est réalisée tous les cinq ans, les populations de référence des années intermédiaires étant quant à elles estimées par interpolation ou extrapolation. Pour la commune, le premier recensement exhaustif entrant dans le cadre du nouveau dispositif a été réalisé en 2006.

En 2022, la commune comptait 449 habitants, en évolution de +23,01 % par rapport à 2016 (Yvelines : +2,72 %, France hors Mayotte : +2,11 %).
| 1793 | 1800 | 1806 | 1821 | 1831 | 1836 | 1841 | 1846 | 1851 |
| ---- | ---- | ---- | ---- | ---- | ---- | ---- | ---- | ---- |
| 205  | 188  | 188  | 194  | 174  | 186  | 182  | 193  | 211  |

| 1856 | 1861 | 1866 | 1872 | 1876 | 1881 | 1886 | 1891 | 1896 |
| ---- | ---- | ---- | ---- | ---- | ---- | ---- | ---- | ---- |
| 217  | 221  | 216  | 192  | 181  | 180  | 179  | 178  | 175  |

| 1901 | 1906 | 1911 | 1921 | 1926 | 1931 | 1936 | 1946 | 1954 |
| ---- | ---- | ---- | ---- | ---- | ---- | ---- | ---- | ---- |
| 168  | 152  | 160  | 134  | 133  | 133  | 115  | 120  | 133  |

| 1962 | 1968 | 1975 | 1982 | 1990 | 1999 | 2006 | 2011 | 2016 |
| ---- | ---- | ---- | ---- | ---- | ---- | ---- | ---- | ---- |
| 151  | 136  | 167  | 198  | 260  | 302  | 411  | 412  | 365  |

| 2021 | 2022 | - | - | - | - | - | - | - |
| ---- | ---- | - | - | - | - | - | - | - |
| 425  | 449  | - | - | - | - | - | - | - |

#### Pyramide des âges
En 2018, le taux de personnes d'un âge inférieur à 30 ans s'élève à 30 %, soit en dessous de la moyenne départementale (38 %). À l'inverse, le taux de personnes d'âge supérieur à 60 ans est de 27,9 % la même année, alors qu'il est de 21,7 % au niveau départemental.
En 2018, la commune comptait 189 hommes pour 198 femmes, soit un taux de 51,16 % de femmes, légèrement inférieur au taux départemental (51,32 %).
Les pyramides des âges de la commune et du département s'établissent comme suit.
| Hommes | Classe d’âge | Femmes |
| ------ | ------------ | ------ |
| 3,1    | 90 ou +      | 0,6    |
| 4,9    | 75-89 ans    | 3,0    |
| 22,8   | 60-74 ans    | 21,6   |
| 32,3   | 45-59 ans    | 34,5   |
| 8,1    | 30-44 ans    | 9,3    |
| 18,2   | 15-29 ans    | 17,7   |
| 10,6   | 0-14 ans     | 13,2   |

| Hommes | Classe d’âge | Femmes |
| ------ | ------------ | ------ |
| 0,6    | 90 ou +      | 1,4    |
| 6      | 75-89 ans    | 7,8    |
| 13,5   | 60-74 ans    | 14,8   |
| 20,7   | 45-59 ans    | 20,1   |
| 19,6   | 30-44 ans    | 19,9   |
| 18,5   | 15-29 ans    | 16,8   |
| 21,2   | 0-14 ans     | 19,2   |

## Économie
Lors du recensement de la population de 1999, la commune comptait 41 emplois, exclusivement du secteur tertiaire, dont les 2/3 dans le commerce. La population active de la commune se composait de 136 personnes, exerçant à 80 % dans le secteur tertiaire. Un quart de ces personnes environ travaillaient à l'extérieur du département, notamment les cadres et les professions intermédiaires, et les trois quarts environ hors de la commune, qui a donc un net caractère de commune dortoir.

## Culture locale et patrimoine

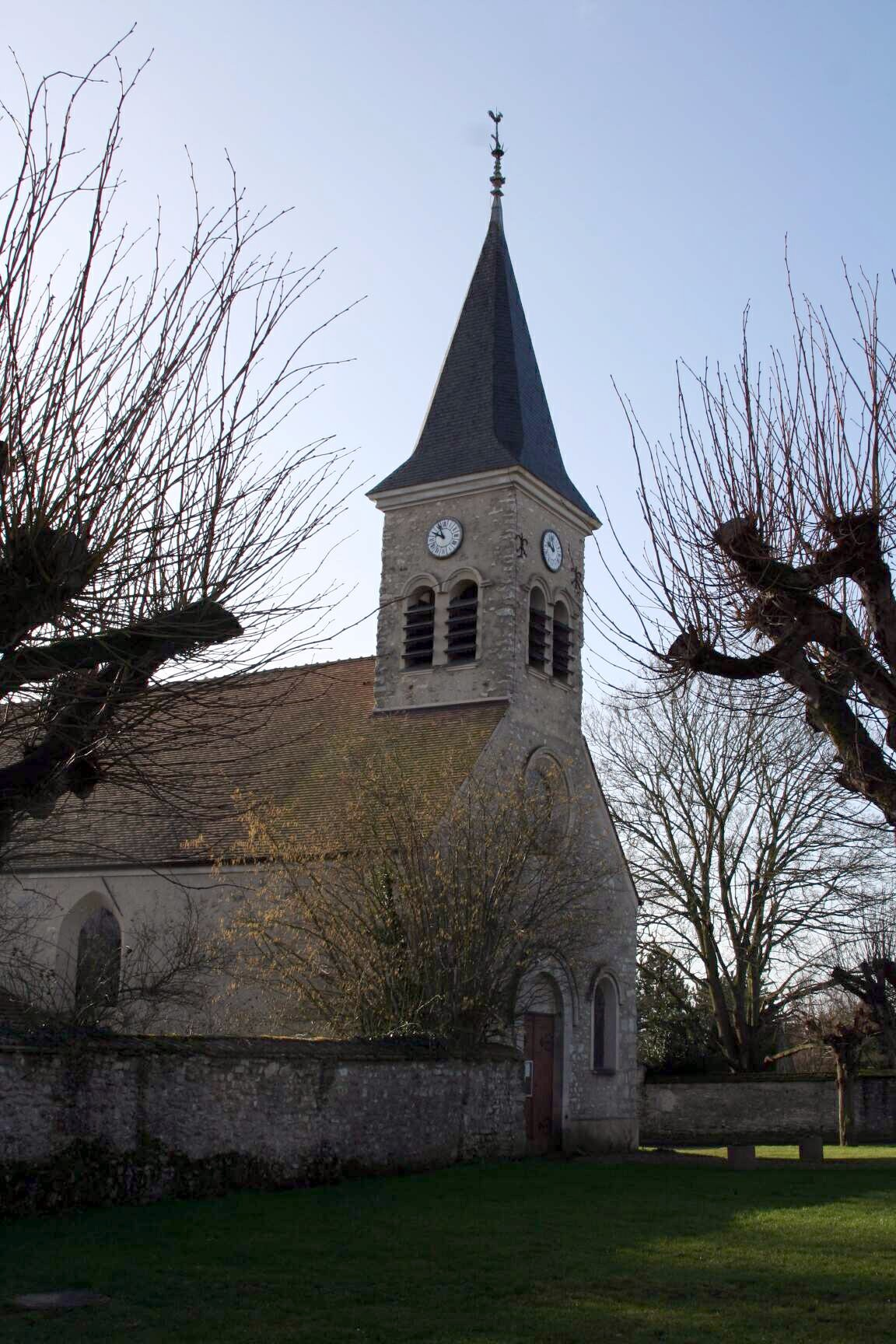
L'église Saint-Nicolas.

### Patrimoine architectural

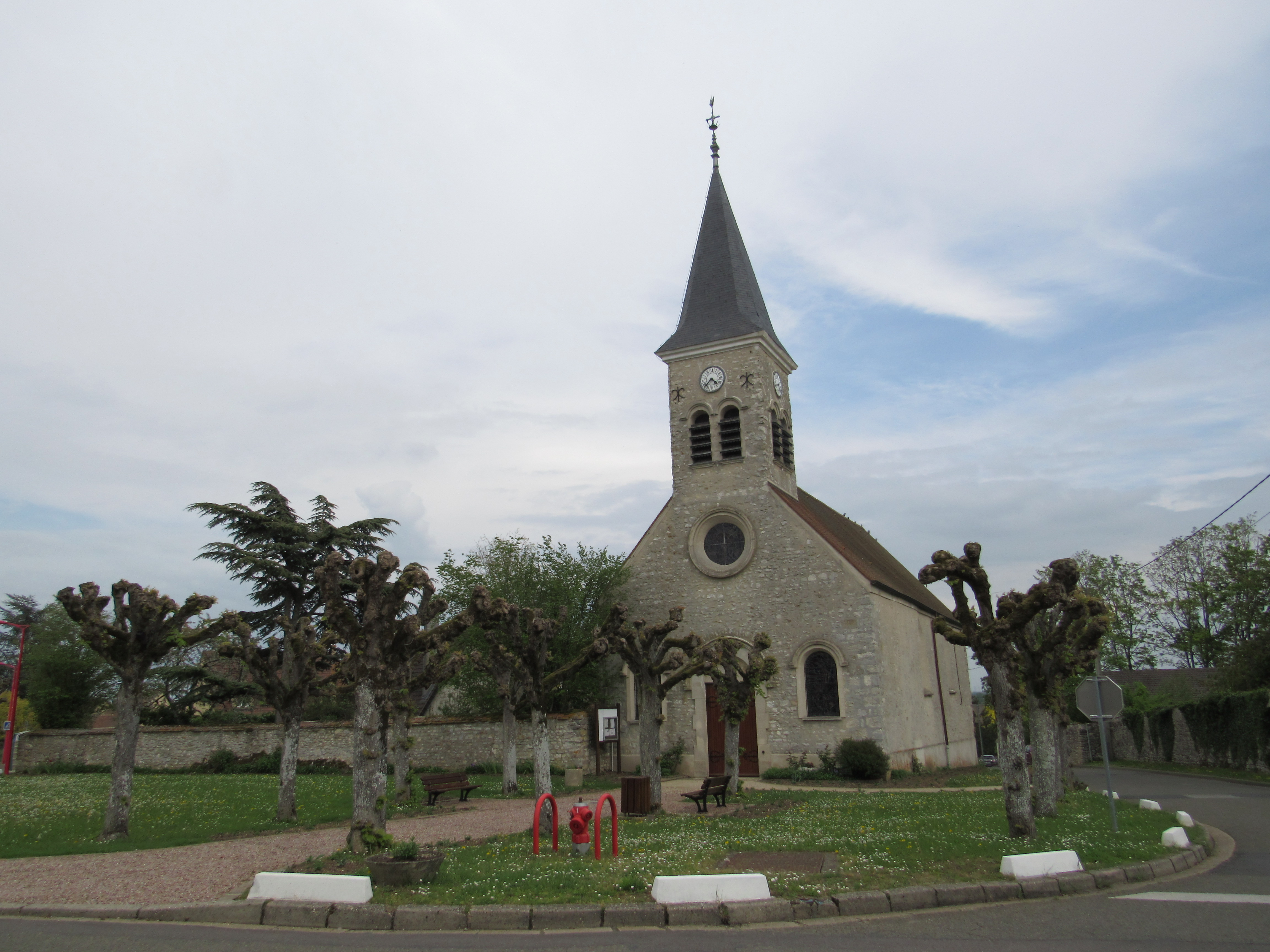
Église Saint Nicolas de Fontenay-Mauvoisin

- Église Saint-Nicolas, édifice du XIIe siècle reconstruit au XVIe, au clocher en tour carrée couverte d'ardoise. Dans cette église se trouve une statue de Vierge à l'Enfant en pierre polychrome datant du XVIIe siècle, classée monument historique en 1912[36]
- Lavoir du XVIIIe siècle à trois galeries disposées en U autour d'un bassin.
- À l'ouest du village se dressait jusque vers le XIIe siècle un château surnommé aujourd'hui le "Château fondu" du fait qu'il ne reste actuellement seulement quelques pierres officiant de ruines ; mais les douves encore bien visibles dessinent ce fameux château[37].

### Héraldique

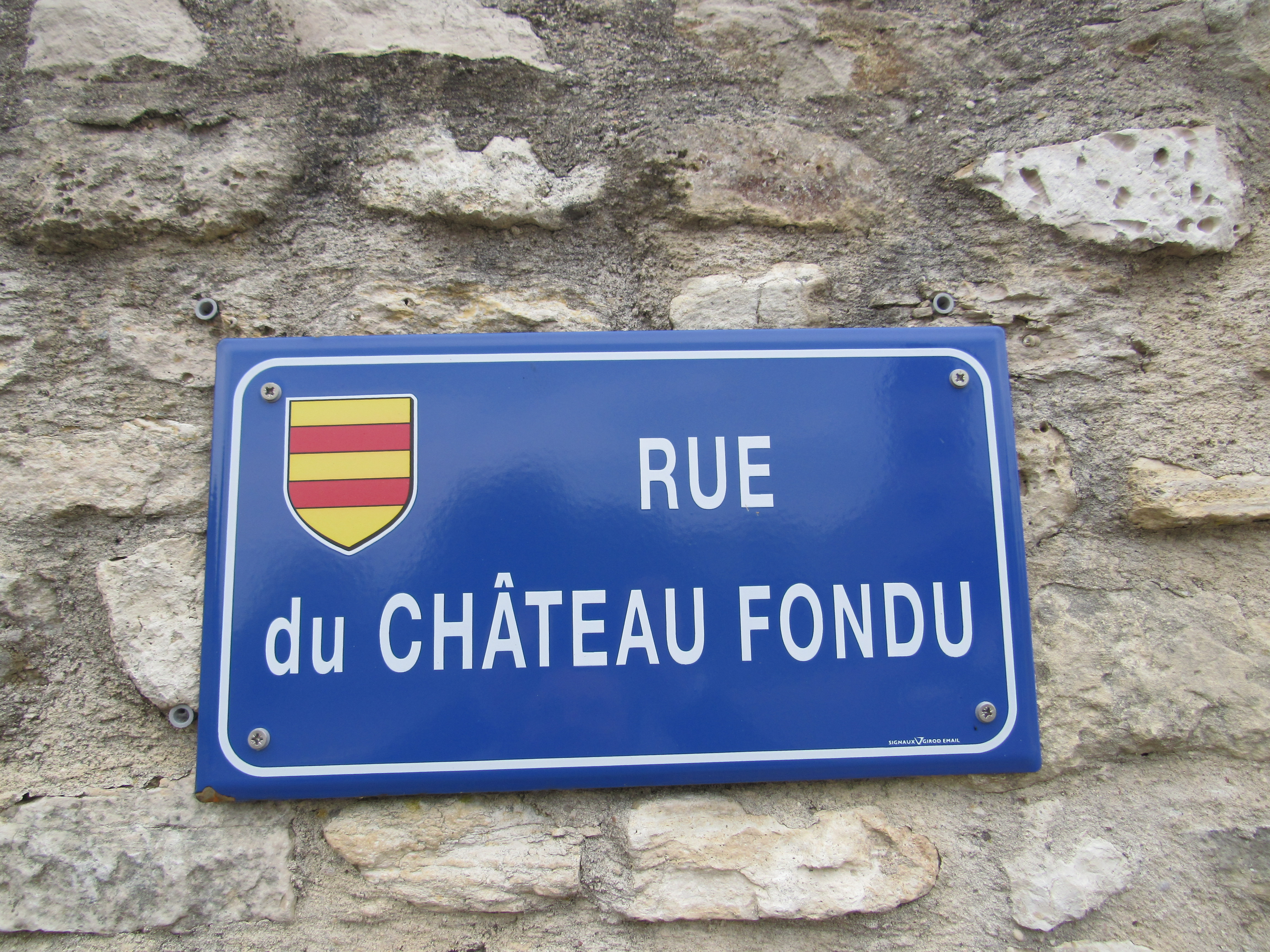
Plaque de rue à Fontenay-Mauvoisin avec utilisation officielle des armoiries

| Blason de Fontenay-Mauvoisin | Blason  | D'or à deux fasces de gueules. |
| Blason de Fontenay-Mauvoisin | Détails | Utilisé par la municipalité.   |

### Personnalités liées à la commune
- Jean-François Bauret[pourquoi ?] [réf. nécessaire]
- Nicolas de Staël[pourquoi ?] [réf. nécessaire]
- Nicolas Zourabichvili[pourquoi ?] [réf. nécessaire]